# Wymysłowo (Konin)
Pour les articles homonymes, voir Wymysłowo.
Wymysłowo (prononciation : [vɨmɨˈswɔvɔ]) est une localité polonaise du village de Sompolinek de la gmina de Sompolno dans le powiat de Konin de la voïvodie de Grande-Pologne dans le centre-ouest de la Pologne.
Elle se situe à environ 3 kilomètres au sud-est de Sompolno (siège de la gmina), à 28 kilomètres au nord-est de Konin (siège du powiat) et à 111 kilomètres à l'est de Poznań (capitale régionale).
La localité possédait une population de 60 habitants en 2006.

## Histoire
De 1975 à 1998, la localité faisait partie du territoire de la voïvodie de Konin.

Depuis 1999, Wymysłowo est située dans la voïvodie de Grande-Pologne.